# Abraxas plumbea
Abraxas plumbea är en fjärilsart som beskrevs av Hans Rebel 1910. Abraxas plumbea ingår i släktet Abraxas och familjen mätare. Inga underarter finns listade i Catalogue of Life.